# Kateryna Baindl
Kateryna Baindl, née Kateryna Kozlova (Катерина Козлова) le 20 février 1994 à Mykolaïv, est une joueuse de tennis ukrainienne, professionnelle depuis 2009.
En mars 2022, elle se marie avec son entraîneur physique Michael Baindl et joue ensuite sous le nom de Kateryna Baindl.
Elle a disputé à ce jour deux finales en simple sur le circuit principal WTA ainsi que deux dans des tournois WTA 125 (dont un titre).

## Carrière
Elle a longtemps évolué principalement sur le Circuit ITF ; elle y a remporté cinq titres en simple et treize en double.

### 2015: suspension pour dopage
Kateryna Kozlova ne participe pas à Wimbledon en 2015 en raison d'une suspension de six mois pour avoir été testée positive au 1,3-diméthylbutylamine (aussi connu sous le nom de DMBA), un stimulant interdit.

### 2017: premier titre en WTA 125
En septembre 2017, elle atteint sa première finale en simple à Dalian, après avoir battu, entre autres, la tête de série no 1 Duan Ying-Ying en quart de finale (6-2, 6-1) et la tête de série no 3 Zarina Diyas en demi-finale (6-4, 7-5). En finale, elle vainc facilement, en 1h35, la Russe Vera Zvonareva, (6-4, 6-2) pour remporter le premier titre de sa carrière en catégorie WTA 125.

### 2023: des résultats encourageants
En début d'année, elle atteint le 3e tour de l'Open d'Australie ce qui constitue son meilleur résultat en Grand Chelem.
En juillet, elle parvient en finale du tournoi WTA 250 de Budapest après avoir joué sa demi-finale le même jour que son quart. Elle perd contre la jeune Russe Maria Timofeeva (3-6, 6-3, 0-6), 246e mondiale après avoir disposé des invitées locales Natalia Szabanin (6-4, 7-5), Amarissa Kiara Toth (6-3, 6-1) et Fanny Stollár (7-6, 6-3) ainsi que de l'Américaine Claire Liu (7-5, 7-6 et 88e).

## Palmarès

### Titre en simple dames
Aucun

### Finales en simple dames
| No | Date       | Nom et lieu du tournoi         | Catégorie | Dotation  | Surface      | Vainqueure      | Score         |          |
| -- | ---------- | ------------------------------ | --------- | --------- | ------------ | --------------- | ------------- | -------- |
| 1  | 29-01-2018 | Taïwan Open, Taipei            | Intern'l  | 250 000 $ | Dur (int.)   | Tímea Babos     | 7-5, 6-1      | Parcours |
| 2  | 17-07-2023 | Hungarian Grand Prix, Budapest | WTA 250   | 259 303 $ | Terre (ext.) | Maria Timofeeva | 6-3, 3-6, 6-0 | Parcours |

### Titre en simple en WTA 125
| No | Date       | Nom et lieu du tournoi             | Catégorie | Dotation  | Surface    | Finaliste      | Score    |          |
| -- | ---------- | ---------------------------------- | --------- | --------- | ---------- | -------------- | -------- | -------- |
| 1  | 05-09-2017 | Dalian Women's Tennis Open, Dalian | WTA 125   | 125 000 $ | Dur (ext.) | Vera Zvonareva | 6-4, 6-2 | Parcours |

### Finale en simple en WTA 125
| No | Date       | Nom et lieu du tournoi       | Catégorie | Dotation  | Surface      | Vainqueure   | Score          |          |
| -- | ---------- | ---------------------------- | --------- | --------- | ------------ | ------------ | -------------- | -------- |
| 1  | 07-11-2022 | LP Chile Colina Open, Colina | WTA 125   | 115 000 $ | Terre (ext.) | Mayar Sherif | 3-6, 7-63, 7-5 | Parcours |

## Parcours en Grand Chelem

### En simple dames
| Année | Open d'Australie | Open d'Australie  | Internationaux de France | Internationaux de France | Wimbledon       | Wimbledon           | US Open         | US Open                |
| ----- | ---------------- | ----------------- | ------------------------ | ------------------------ | --------------- | ------------------- | --------------- | ---------------------- |
| 2013  | —                | —                 | Q1                       | Paula Ormaechea          | Q1              | Irina Falconi       | Q2              | Mirjana Lučić-Baroni   |
| 2014  | —                | —                 | Q2                       | Heather Watson           | Q2              | M. Larcher de Brito | Q3              | Chan Yung-jan          |
| 2015  | —                | —                 | —                        | —                        | —               | —                   | 1er tour (1/64) | Bethanie Mattek        |
| 2016  | Q1               | Tamira Paszek     | Q3                       | İpek Soylu               | 1er tour (1/64) | Agnieszka Radwańska | 1er tour (1/64) | Venus Williams         |
| 2017  | 1er tour (1/64)  | Venus Williams    | 1er tour (1/64)          | Lesia Tsurenko           | Q2              | Kristie Ahn         | 2e tour (1/32)  | Anastasija Sevastova   |
| 2018  | 1er tour (1/64)  | A. Pavlyuchenkova | 2e tour (1/32)           | Kateřina Siniaková       | 1er tour (1/64) | Jennifer Brady      | 1er tour (1/64) | Lara Arruabarrena      |
| 2019  | 1er tour (1/64)  | Viktória Kužmová  | 2e tour (1/32)           | Forfait                  | 1er tour (1/64) | Lauren Davis        | 1er tour (1/64) | Taylor Townsend        |
| 2020  | 1er tour (1/64)  | Priscilla Hon     | 1er tour (1/64)          | Paula Badosa             | Annulé          | Annulé              | 2e tour (1/32)  | Petra Kvitová          |
| 2021  | —                | —                 | 1er tour (1/64)          | Ajla Tomljanović         | 1er tour (1/64) | Victoria Azarenka   | Q1              | Cristina Bucșa         |
| 2022  | Q2               | Elina Avanesyan   | Q1                       | Oksana Selekhmeteva      | Q1              | María Carlé         | Q2              | Tamara Korpatsch       |
| 2023  | 3e tour (1/16)   | Jeļena Ostapenko  | 1er tour (1/64)          | Olga Danilović           | 1er tour (1/64) | Leylah Fernandez    | 1er tour (1/64) | A. K. Schmiedlová      |
| 2024  | —                | —                 | Q1                       | Solana Sierra            | 1er tour (1/64) | Laura Siegemund     | 1er tour (1/64) | Elisabetta Cocciaretto |

N.B. : à droite du résultat se trouve le nom de l'ultime adversaire.

### En double dames
| Année | Open d'Australie                                                                   | Open d'Australie                                                                      | Internationaux de France                                                                     | Internationaux de France                                                             | Wimbledon                                                                             | Wimbledon | US Open                                                                           | US Open |
| ----- | ---------------------------------------------------------------------------------- | ------------------------------------------------------------------------------------- | -------------------------------------------------------------------------------------------- | ------------------------------------------------------------------------------------ | ------------------------------------------------------------------------------------- | --------- | --------------------------------------------------------------------------------- | ------- |
| 2018  | 1er tour (1/32) Y. Putintseva \|\| style="text-align:left;" \| R. Olaru O.Savchuk  | 1er tour (1/32) M. Irigoyen \|\| style="text-align:left;" \| K. Christian C. Witthöft | 1er tour (1/32) B. Bencic \|\| style="text-align:left;" \| L. Arruabarrena A. Parra Santonja | 1er tour (1/32) B. Bencic \|\| style="text-align:left;" \| N. Hibino O. Kalashnikova |                                                                                       |           |                                                                                   |         |
| 2019  | —                                                                                  | —                                                                                     | 1er tour (1/32) A. Panova \|\| Forfait                                                       | 2e tour (1/16) A. Rodionova \|\| style="text-align:left;" \| G. Dabrowski Xu Yifan   | 1er tour (1/32) A. Potapova \|\| style="text-align:left;" \| L. Kichenok J. Ostapenko |           |                                                                                   |         |
| 2020  | 1er tour (1/32) M. Linette \|\| style="text-align:left;" \| D. Collins A. Rosolska | 2e tour (1/16) M. Linette \|\| style="text-align:left;" \| C. Gauff C. McNally        | Annulé                                                                                       | Annulé                                                                               | —                                                                                     | —         |                                                                                   |         |
|       |                                                                                    |                                                                                       |                                                                                              |                                                                                      |                                                                                       |           |                                                                                   |         |
| 2023  | —                                                                                  | —                                                                                     | —                                                                                            | —                                                                                    | 2e tour (1/16) D. Saville \|\| style="text-align:left;" \| Wu F.-h. Zhu L.            | —         | —                                                                                 |         |
| 2024  | —                                                                                  | —                                                                                     | —                                                                                            | —                                                                                    | —                                                                                     | —         | 1er tour (1/32) K. Volynets \|\| style="text-align:left;" \| M. Kostyuk E.G. Ruse |         |

N.B. : le nom de la partenaire se trouve sous le résultat ; les noms des ultimes adversaires se trouvent à droite.

## Parcours en «Premier» et WTA 1000
Les tournois WTA « Premier Mandatory » et « Premier 5 » (entre 2009 et 2020) et WTA 1000 (à partir de 2021) constituent les catégories d'épreuves les plus prestigieuses, après les quatre levées du Grand Chelem. 

De 2009 à 2023, les tournois Premier Mandatory (dits tournois WTA 1000 obligatoires entre 2021 et 2023) regroupent Indian Wells, Miami, Madrid et Pékin, les autres constituant les tournois Premier 5 (tournois WTA 1000 non-obligatoires). À partir de 2024, le nombre de tournois WTA 1000 passe à 10 par saison (fin de l’alternance Doha / Dubaï), ces derniers devenant tous obligatoires et offrant tous 1000 points à la vainqueure (contre 900 points précédemment pour les tournois Premier 5).

### En simple dames
| Année |       |                |                            |                              |                              |                              |            |       |             |                           |  |                          |
| Doha  | Dubaï | Indian Wells   | Miami                      | Madrid                       | Rome                         | Canada                       | Cincinnati | Pékin |             | Wuhan                     |  |                          |
| Doha  | Dubaï | Indian Wells   | Miami                      | Madrid                       | Rome                         | Canada                       | Cincinnati | Pékin | Guadalajara |                           |  |                          |
| Doha  | Dubaï | Indian Wells   | Miami                      | Madrid                       | Rome                         | Canada                       | Cincinnati | Pékin |             |                           |  |                          |
| 2015  |       | Hors catégorie | 2e tour (1/16) E. Makarova | 1er tour (1/64) E. Vesnina   | 1er tour (1/64) T. Pironkova |                              |            |       |             |                           |  |                          |
|       |       |                |                            |                              |                              |                              |            |       |             |                           |  |                          |
| 2019  |       | Hors catégorie |                            | 3e tour (1/16) S. Halep      |                              | 3e tour (1/8) B. Bencic      |            |       |             |                           |  | 1er tour (1/32) A. Riske |
|       |       |                |                            |                              |                              |                              |            |       |             |                           |  |                          |
| 2021  |       | Hors catégorie |                            | 1er tour (1/64) L. Samsonova |                              | 1er tour (1/32) L. Siegemund |            |       |             | Annulé                    |  | Annulé                   |
|       |       |                |                            |                              |                              |                              |            |       |             |                           |  |                          |
| 2023  |       | Hors catégorie |                            |                              |                              |                              |            |       |             | 1er tour (1/32) C. Garcia |  |                          |

Sous le résultat, l’ultime adversaire.
1. 1 2   Les tournois de Doha et Dubaï alternent le statut de tournoi WTA 1000 (ex Premier 5) entre 2009 et 2023 : les trois premières éditions ont lieu à Dubaï, les trois suivantes à Doha, puis Dubaï accueille le tournoi de cette catégorie les années impaires et Dubaï les années paires. De 2011 à 2023, la ville qui n’accueille pas de WTA 1000 organise à la place un tournoi WTA 500 (ex Premier).
2. 1 2 3 4 5 6 7   L’ordre de déroulement des tournois a évolué depuis 2009 : Rome se dispute avant Madrid et Cincinnati avant Montréal/Toronto jusqu’en 2010, tandis que Tokyo/Wuhan/Guadalajara ont lieu avant Pékin jusqu’en 2023.
3. 1 2  Du fait de la pandémie de Covid-19, les tournois d’Indian Wells, de Miami, de Madrid, du Canada, de Wuhan et de Pékin sont annulés en 2020. Ces deux derniers le sont également en 2021. Pour des raisons d’organisation, le tournoi de Cincinnati 2020 a exceptionnellement lieu à Flushing Meadows à New York.

## Victoires sur le top 10
Toutes ses victoires sur des joueuses classées dans le top 10 de la WTA lors de la rencontre.
| Légende         |
| Grand Chelem    |
| Jeux olympiques |
| Masters         |
| Premier         |
| Elite Trophy    |
| Intern'l        |
| Fed Cup         |

| # |       |  | Tournoi       | Année | Surface      |  | Adversaire        | Rang | Tour | Score         | Tableau |
| 1 | no 67 |  | Roland-Garros | 2018  | Terre battue |  | Jeļena Ostapenko  | no 5 | 1/64 | 7-5, 6-3      | Tableau |
| 2 | no 85 |  | Madrid        | 2019  | Terre battue |  | Karolína Plíšková | no 5 | 1/16 | 7-5, 2-6, 6-4 | Tableau |

## Classements WTA en fin de saison
| Année          | 2009 | 2010 | 2011 | 2012 | 2013 | 2014 | 2015 | 2016 | 2017 | 2018 | 2019 | 2020 | 2021 | 2022 | 2023 | 2024 |
| Rang en simple | 916  | 374  | 343  | 192  | 204  | 135  | 165  | 99   | 86   | 99   | 87   | 106  | 142  | 138  | 99   | 445  |
| Rang en double | 782  | 326  | 243  | 141  | 281  | 227  | –    | –    | 617  | 237  | 431  | 282  | 1320 | –    | 509  | 1493 |

Source : (en) Classements de Kateryna Baindl sur le site officiel de la Fédération internationale de tennis